# Riemer See

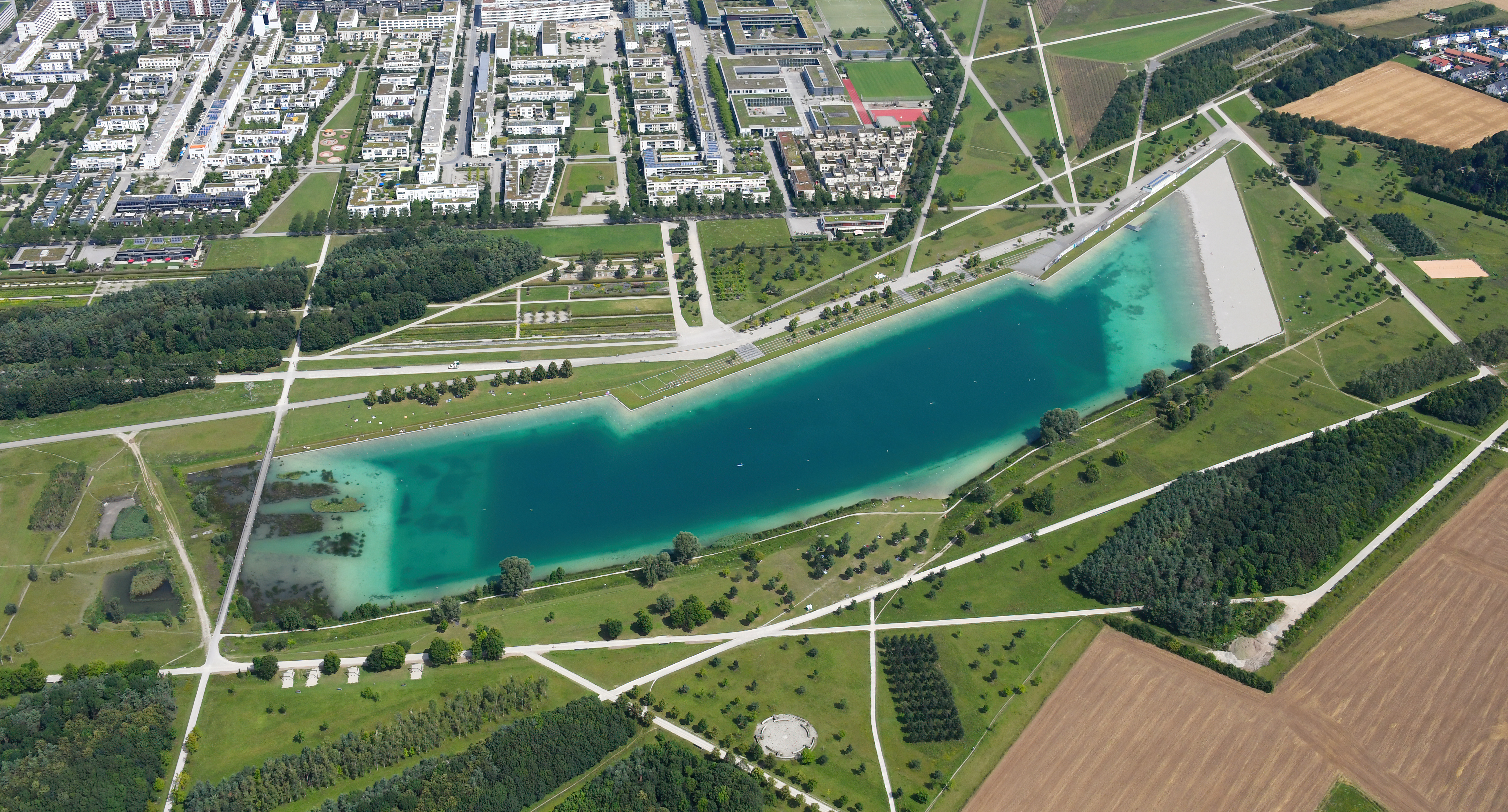
Luftbild des Riemer Sees

Der Riemer See (auch bekannt als BUGA-See oder Badesee im Riemer Park) ist ein im Zuge der Bundesgartenschau 2005 künstlich angelegter Badesee im Münchner Osten.
Diesen realisierte die MRG Münchner Raumentwicklungsgesellschaft mbH im neuen Münchner Stadtteil Messestadt Riem. Der See liegt im östlichen Teil des durch den französischen Landschaftsarchitekten Gilles Vexlard geplanten Landschaftsparks, der Riemer Park. Er umfasst eine reine Wasserfläche von ca. 7,7 Hektar und ist im Mittel 14 m tief, an wenigen Stellen bis zu 18 m. Der den See direkt umgebende Landschaftspark mit Nordufer, Steg und Strand misst nochmals ca. 6,1 Hektar.

## Planungsidee
Das Nordufer verbindet den See mit den entstehenden neuen Wohnquartieren und erhält durch die Kaianlagen und die Seepromenade einen urbanen Charakter. Das der Bebauung abgewandte, im Übergang zur freien Landschaft liegende Südufer ist landschaftlich geprägt und wird mit extensiven Wiesen und Gehölzpflanzungen gestaltet. In der schmalen Flachwasserzone und auf der Uferböschung wurde eine artenreiche Staudenpflanzung angelegt. Das naturnahe Westufer mit einem breiten Röhrichtgürtel in einer Flachwasserzone dient der Wasserreinigung und als Überlaufbereich mit Versickerungsbecken. Ein Fußgängersteg überspannt die bepflanzte Flachwasserzone. Er dient als wichtige Wegeverbindung in Nord-Süd-Richtung und erlaubt ein intensives Naturerlebnis. Das Ostufer schließlich ist das Badeufer. An den Kiesstrand schließt sich eine Liegewiese an. Das Ufer fällt flach ab und stellt auch für Kinder einen idealen und sicheren Badebereich dar.

## Technische Ausführung
Insbesondere wegen der sehr hohen Grundwasserschwankungen und der Forderung, trotz der gegebenen Raumknappheit flache Uferzonen auszubilden, wurde ein abgedichteter Grundwassersee mit hochliegendem Wasserspiegel gebaut. Dabei ist der See mit einer in die wasserundurchlässigen Schichten (Tertiär) eingetriebenen Schmaldichtwand umschlossen und somit ein dichter Trog hergestellt. Um einen Aufstau des Grundwassers zu vermeiden, wurden drei Grundwasserüberleitungen (Düker) gebaut, durch die das Grundwasser von Süden nach Norden übergeleitet wird. Außerdem wird durch Pumpen außerhalb der Schmaldichtwand Grundwasser entnommen und in den See eingeleitet. Über einen Überlauf am Westende des Sees fließt überschüssiges Wasser ab, wird in den Versickerungsbecken gereinigt und dem Grundwasser wieder zugeführt. Durch diesen Wasseraustausch wird eine gleichbleibende Qualität des Wassers im See sichergestellt.

## Sicherheit

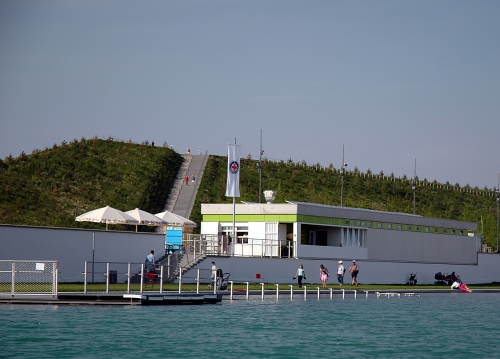
Wasserrettungsstation der Wasserwacht München Riem

Im Rahmen der Landschaftsgestaltung für die Bundesgartenschau 2005 entstand auch eine neue Wasserrettungsstation zwischen Nord- und Ostufer des Riemer Sees. Diese wurde während der Dauer der Bundesgartenschau vom 28. April bis 9. Oktober 2005 hauptamtlich von der Wasserwacht des Bayerischen Roten Kreuzes als Ortsgruppe München Riem betrieben. Seit die Bundesgartenschau ihre Tore geschlossen hat, agiert die Wasserwacht München Riem ehrenamtlich, die Ortsgruppe besteht inzwischen aus etwa 100 Mitgliedern, davon ca. 25 aktiven.
Seit Eröffnung der Bundesgartenschau 2005 gab es am See bis Juli 2015 bereits zehn Badetote. Als Ursachen wurden Planungsfehler im Zusammenhang mit zu steilen Einstiegspassagen, fehlenden Warnhinweisen und eine ungünstige Lage der Wasserwacht-Station diskutiert, von der aus lebensgefährliche Stellen nicht einsehbar seien. Im Frühjahr 2017 wurden daher Bojen zur Markierung des steilen Ufers sowie Warntafeln angebracht.